# Ultraseven
Ultraseven (ウルトラセブン, Urutorasebun) é uma série de TV japonesa de tokusatsu. Produzida pela Tsuburaya Productions, foi exibida pela TBS entre 1 de outubro de 1967 e 8 de setembro de 1968, com um total de 49 episódios. Criado por Eiji Tsuburaya, esta sequência de Ultraman se tornou uma das grandes séries de fantasia produzidas no Japão. Sua popularidade foi tanta, que o herói Ultra Seven (ou simplesmente 'Seven') fez aparições em quase todas as outras séries da franquia 'Ultra', tendo, inclusive mais exposição do que o original Ultraman (embora o original Ultraman seja sem dúvida o mais conhecido dos Ultras).
Ultraseven é algumas vezes incorretamente chamado "Ultraman Seven" por muitas fontes fora do Japão. Tanto a série como seu herói pode também ser chamados de Ultraseven (sem espaço).

## Sinopse
Num futuro não muito distante, a Terra está constantemente a ser atacada por ameaças extraterrestres. Para as combater, a Força de Defesa Terrestre cria o Esquadrão Ultra, uma equipa de seis membros de elite que utilizam veículos e armamento de alta tecnologia. Junta-se a eles o misterioso Dan Moroboshi, que é secretamente um alienígena da Terra da Luz na Nebulosa M-78 e se transforma na sua verdadeira forma alienígena, Ultraseven, em tempos de crise.

## Elenco
- Comandante Kaoru Kiriyama é o capitão do Esquadrão Ultra. Natural de Tóquio.
  - Ator: Shōji Nakayama
- Shigeru Furuhashi é o membro mais forte do Esquadrão Ultra. Ele é de Hokkaido.
  - Ator: Sandayū Dokumamushi, que anteriormente tinha sido o Patrulheiro Daisuke Arashi em Ultraman.
- Anne Yuri é a única mulher no Esquadrão Ultra, e também a mais jovem. Ela é a operadora da equipe de comunicação e enfermeira, mas é ainda muito eficaz em ação. Ela também é de Tóquio.
  - Atriz: Yuriko Hishimi
- Soga é atirador exímio no Esquadrão Ultra. Ele é divertido mas feroz na batalha. É do sul de Kyushu.
  - Ator: Shinsuke Achiha
- Amagi é o estrategista. Ele é de Nagoya.
  - Ator: Bin "Satoshi" Furuya. Furuya tinha sido o ator no Traje de Ultraman na série anterior e afirmou que, embora gostasse de ser Ultraman, Amagi era mais agradável por ter uma aparência exposta.
- Dan Moroboshi / Ultra Seven (agente 340), o personagem-título, natural da Terra da Luz na Nebulosa M-78, o mesmo planeta de Ultraman. Originalmente enviado para mapear a Via Láctea, ele visita a Terra e esta o cativa. Em sua primeira visita ele salva a vida de um jovem alpinista chamado Jiro Satsuma, que quase cai para a sua morte ao salvar um companheiro alpinista. Em vez de fundir-se com ele, como fez Ultraman com o Patrulheiro Shin Hayata, 340 transforma-se em uma cópia do inconsciente Jiro (no episódio 17 é revelado como isso aconteceu). No entanto, muda seu nome para Dan Moroboshi[2] para evitar confusão. Dan carrega consigo três cápsulas-monstro. Com elas pode invocar três monstros ajudantes: Windam, Aguira e Mikras.[3] Um homem misterioso, mas amigável, Dan se junta ao Esquadrão Ultra como sexto membro. Desconhecido para eles ou qualquer outra pessoa, ele salva a Terra de invasões alienígenas como o Agente 340, batizado pelo Esquadrão como seu "7° membro honorário", Ultra Seven.
  - Ator: Kohji Moritsugu; Dublê: Koji Uenishi.

## Veículos
- Terrestre: Chrysler Imperial, modelo de 1957 (carro)[4]
- Aéreo: Gavião Ultra 1 (divisível nos módulos Alpha, Beta e Super Gama), Gavião Ultra 2 e 3 (caças)[2]

## Estatísticas
Altura: 40 metros

Peso: 35.000 toneladas

Velocidade de voo: Mach 120.9

Velocidade de corrida: Mach 6.55

Velocidade de nado: 769 km/h

Velocidade de tunelamento: Mach 1

Salto em distância: 2300 metros

Planeta natal: Terra da Luz, Nebulosa M-78, 2.000.000 anos-luz da Terra

Forma humana: Dan Moroboshi

Item de transformação: Ultra Eye

Armas mortais: Eye Slugger e Wide Shot

## Episódios
Lista de episódios com os títulos originais
| N.º | Título | Dirigido por      | Escrito por                      | Exibição original       |
| --- | --- | ----------------- | -------------------------------- | ----------------------- |
| 1   | "O Desafiador Invisível" Transliteração: "Sugata naki Chōsensha" (em japonês: 姿なき挑戦者)                                           | Hajime Tsuburaya  | Tetsuo Kinjo                     | 1 de outubro de 1967    |
| 2   | "O Terror Verde" Transliteração: "Midori no Kyōfu" (em japonês: 緑の恐怖)                                                             | Samaji Nonagase   | Tetsuo Kinjo                     | 8 de outubro de 1967    |
| 3   | "O Segredo do Lago" Transliteração: "Mizumi no himitsu" (em japonês: 湖のひみつ)                                                      | Samaji Nonagase   | Tetsuo Kinjo                     | 15 de outubro de 1967   |
| 4   | "Max, Responda!" Transliteração: "Makkusu-gō Ōtō seyo" (em japonês: マックス号応答せよ)                                               | Kazuho Mitsuta    | Tetsuo Kinjo & Masahiro Yamada   | 22 de outubro de 1967   |
| 5   | "Tempo Apagado" Transliteração: "Kesareta Jikan" (em japonês: 消された時間)                                                           | Hajime Tsuburaya  | Akihiko Sugano                   | 29 de outubro de 1967   |
| 6   | "Zona Escura" Transliteração: "Dāku Zōn" (em japonês: ダーク・ゾーン)                                                                 | Kazuho Mitsuta    | Bunzo Wakatsuki                  | 5 de novembro de 1967   |
| 7   | "Prisioneiro Espacial 303" Transliteração: "Uchū Shūjin San-Maru-San" (em japonês: 宇宙囚人303)                                       | Toshitsugu Suzuki | Tetsuo Kinjo                     | 12 de novembro de 1967  |
| 8   | "A Cidade Marcada" Transliteração: "Nerawareta Machi" (em japonês: 狙われた街)                                                        | Akio Jissoji      | Tetsuo Kinjo                     | 19 de novembro de 1967  |
| 9   | "Operação Androide Zero" Transliteração: "Andoroido Zero Shirei" (em japonês: アンドロイド0指令)                                      | Kazuho Mitsuta    | Shozo Uehara                     | 26 de novembro de 1967  |
| 10  | "O Vizinho Suspeito" Transliteração: "Ayashii Rinjin" (em japonês: 怪しい隣人)                                                        | Toshitsugu Suzuki | Bunzo Wakatsuki                  | 3 de dezembro de 1967   |
| 11  | "Voe para a Montanha do Mal" Transliteração: "Ma no Yama e Tobe" (em japonês: 魔の山へ飛べ)                                           | Kazuho Mitsuta    | Tetsuo Kinjo                     | 10 de dezembro de 1967  |
| 12  | "De Outro Planeta, com Amor" Transliteração: "Yūsei yori Ai o Komete" (em japonês: 遊星より愛をこめて)                                | Akio Jissoji      | Mamoru Sasaki                    | 17 de dezembro de 1967  |
| 13  | "O Home que veio da V3" Transliteração: "Bui Surī kara Kita Otoko" (em japonês: V3から来た男)                                         | Toshitsugu Suzuki | Shinichi Ichikawa                | 24 de dezembro de 1967  |
| 14  | "O Esquadrão Ultra vai para o Oeste: Parte 1" Transliteração: "Urutora Keibitai Nishi e Zenpen" (em japonês: ウルトラ警備隊西へ 前編) | Kazuho Mitsuta    | Tetsuo Kinjo                     | 7 de janeiro de 1968    |
| 15  | "O Esquadrão Ultra vai para o Oeste: Parte 2" Transliteração: "Urutora Keibitai Nishi e Kōhen" (em japonês: ウルトラ警備隊西へ 後編)  | Kazuho Mitsuta    | Tetsuo Kinjo                     | 14 de janeiro de 1968   |
| 16  | "Os Olhos que Brilham na Escuridão" Transliteração: "Yami ni Hikaru Me" (em japonês: 闇に光る目)                                      | Toshitsugu Suzuki | Keisuke Fujikawa                 | 21 de janeiro de 1968   |
| 17  | "Para o Subterrâneo Go! Go! Go!" Transliteração: "Chitei Gō! Gō! Gō!" (em japonês: 地底GO! GO! GO!)                                   | Hajime Tsuburaya  | Shozo Uehara                     | 28 de janeiro de 1968   |
| 18  | "Fuga do Espaço X" Transliteração: "Kūkan Ekkusu Dasshutsu" (em japonês: 空間X脱出)                                                   | Hajime Tsuburaya  | Tetsuo Kinjo                     | 4 de fevereiro de 1968  |
| 19  | "Projeto Blue" Transliteração: "Purojekuto Burū" (em japonês: プロジェクト・ブルー)                                                   | Samaji Nonagase   | Ryu Minamikawa                   | 11 de fevereiro de 1968 |
| 20  | "Derrote a Fonte do Terremoto X." Transliteração: "Jishingen Ekkusu o Taose" (em japonês: 地震源Xを倒せ)                              | Samaji Nonagase   | Bunzo Wakatsuki                  | 18 de fevereiro de 1968 |
| 21  | "Perseguição a Base Submarina" Transliteração: "Kaitei Kichi o Oe" (em japonês: 海底基地を追え)                                       | Toshitsugu Suzuki | Onisuke Akai                     | 25 de fevereiro de 1968 |
| 22  | "Fazenda de Humanos" Transliteração: "Ningen Bokujō" (em japonês: 人間牧場)                                                           | Toshitsugu Suzuki | Hiroyasu Yamaura                 | 3 de março de 1968      |
| 23  | "Em Busca do Amanhã" Transliteração: "Ashita o Sagase" (em japonês: 明日を捜せ)                                                       | Samaji Nonagase   | Ryu Minamikawa & Shozo Uehara    | 10 de março de 1968     |
| 24  | "Retorne ao Norte!" Transliteração: "Kita e Kaere!" (em japonês: 北へ還れ!)                                                           | Kazuho Mitsuta    | Shinichi Ichikawa                | 17 de março de 1968     |
| 25  | "Confronto a 140 Graus abaixo de Zero!" Transliteração: "Reika Hyakuyonjū-do no Taiketsu" (em japonês: 零下140度の対決)               | Kazuho Mitsuta    | Tetsuo Kinjo                     | 24 de março de 1968     |
| 26  | "A Super Arma R1" Transliteração: "Chōheiki Āru Ichi-gō" (em japonês: 超兵器R1号)                                                     | Toshitsugu Suzuki | Bunzo Wakatsuki                  | 31 de março de 1968     |
| 27  | "Operação Ciborgue" Transliteração: "Saibōgu Sakusen" (em japonês: サイボーグ作戦)                                                    | Toshitsugu Suzuki | Keisuke Fujikawa                 | 7 de abril de 1968      |
| 28  | "Corra 700 quilômetros!" Transliteração: "Nanahyaku Kiro o Tsuppashire!" (em japonês: 700キロを突っ走れ!)                             | Kazuho Mitsuta    | Shozo Uehara                     | 14 de abril de 1968     |
| 29  | "O Terráqueo Solitário" Transliteração: "Hitoribotchi no Chikyūjin" (em japonês: ひとりぼっちの地球人)                                | Kazuho Mitsuta    | Shinichi Ichikawa                | 21 de abril de 1968     |
| 30  | "Glória por Quem?" Transliteração: "Eikō wa Dare no Tame ni" (em japonês: 栄光は誰れのために)                                         | Toshitsugu Suzuki | Keisuke Fujikawa                 | 28 de abril de 1968     |
| 31  | "A Flor onde vive o Demônio" Transliteração: "Akuma no Sumu Hana" (em japonês: 悪魔の住む花)                                          | Toshitsugu Suzuki | Shozo Uehara                     | 5 de maio de 1968       |
| 32  | "O Planeta Vagante" Transliteração: "Sannpo suru Wakusei" (em japonês: 散歩する惑星)                                                  | Samaji Nonagase   | Masahiro Yamada & Shozo Uehara   | 12 de maio de 1968      |
| 33  | "Os Invasores Mortos" Transliteração: "Shinryaku suru Shishatachi" (em japonês: 侵略する死者たち)                                     | Hajime Tsuburaya  | Shozo Uehara                     | 19 de maio de 1968      |
| 34  | "A Cidade Evaporada" Transliteração: "Jōhatsu Toshi" (em japonês: 蒸発都市)                                                           | Hajime Tsuburaya  | Tetsuo Kinjo                     | 26 de maio de 1968      |
| 35  | "Terror na Lua" Transliteração: "Gessekai no Senritsu" (em japonês: 月世界の戦慄)                                                     | Toshitsugu Suzuki | Shinichi Ichikawa                | 2 de junho de 1968      |
| 36  | "Os 0.1 Segundos Letais" Transliteração: "Hissatsu no Rei-ten-ichi Byō" (em japonês: 必殺の0.1秒)                                     | Samaji Nonagase   | Hiroyasu Yamaura                 | 9 de junho de 1968      |
| 37  | "O Roubo do Ultra-Eye" Transliteração: "Nusumareta Urutora Ai" (em japonês: 盗まれたウルトラ・アイ)                                   | Toshitsugu Suzuki | Shinichi Ichikawa                | 16 de junho de 1968     |
| 38  | "A Batalha Corajosa" Transliteração: "Yūki aru Tatakai" (em japonês: 勇気ある戦い)                                                    | Toshihiro Iijima  | Mamoru Sasaki                    | 23 de junho de 1968     |
| 39  | "O Plano de Assassinato de Seven: Parte 1" Transliteração: "Sebun Ansatsu Keikaku Zenpen" (em japonês: セブン暗殺計画 前篇)           | Toshihiro Iijima  | Keisuke Fujikawa                 | 30 de junho de 1968     |
| 40  | "O Plano de Assassinato de Seven: Parte 2" Transliteração: "Sebun Ansatsu Keikaku Kōhen" (em japonês: セブン暗殺計画 後編)            | Toshihiro Iijima  | Keisuke Fujikawa                 | 7 de julho de 1968      |
| 41  | "Desafio vindo das Águas" Transliteração: "Suichū kara no Chōsen" (em japonês: 水中からの挑戦)                                        | Kazuho Mitsuta    | Bunzo Wakatsuki                  | 14 de julho de 1968     |
| 42  | "O Mensageiro de Nonmalt" Transliteração: "Nonmaruto no Shisha" (em japonês: ノンマルトの使者)                                        | Kazuho Mitsuta    | Tetsuo Kinjo                     | 21 de julho de 1968     |
| 43  | "Pesadelo no Quarto Planeta" Transliteração: "Daiyon Wakusei no Akumu" (em japonês: 第四惑星の悪夢)                                   | Akio Jissoji      | Takashi Kawasaki & Shozo Uehara  | 28 de julho de 1968     |
| 44  | "O Terror do Super Homem-Macaco" Transliteração: "Kyōfu no Chōenjin" (em japonês: 恐怖の超猿人)                                       | Toshitsugu Suzuki | Shozo Uehara & Shinichi Ichikawa | 4 de agosto de 1968     |
| 45  | "Os Discos Voadores Chegaram" Transliteração: "Enban ga Kita" (em japonês: 円盤が来た)                                                | Akio Jissoji      | Takashi Kawasaki & Shozo Uehara  | 11 de agosto de 1968    |
| 46  | "O Duelo de Dan vs Seven" Transliteração: "Dan tai Sebun no Kettō" (em japonês: ダン対セブンの決闘)                                   | Toshitsugu Suzuki | Shozo Uehara & Shinichi Ichikawa | 18 de agosto de 1968    |
| 47  | "Quem é você?" Transliteração: "Anata wa dare?" (em japonês: あなたはだぁれ?)                                                         | Tatsumi Ando      | Shozo Uehara                     | 25 de agosto de 1968    |
| 48  | "A Maior Invasão da História: Parte 1" Transliteração: "Shijō Saidai no Shinryaku Zenpen" (em japonês: 史上最大の侵略 前編)           | Kazuho Mitsuta    | Tetsuo Kinjo                     | 1 de setembro de 1968   |
| 49  | "A Maior Invasão da História: Parte 2" Transliteração: "Shijō Saidai no Shinryaku Kōhen" (em japonês: 史上最大の侵略 後編)            | Kazuho Mitsuta    | Tetsuo Kinjo                     | 8 de setembro de 1968   |

### Episódio banido
O 12.º episódio, intitulado “From Another Planet with Love” (exibido no Brasil como "Presente Nocivo", foi banido devido ao fato de o Alien Spell (que tinha cicatrizes quelóides) ter sido rotulado como “Hibaku Seijin” (Alienígena Sobrevivente da Bomba Atómica), que foi retirado do termo “hibakusha”, referindo-se aos sobreviventes dos bombardeamentos atómicos de Hiroshima e Nagasaki. A questão foi apresentada num artigo do jornal Asahi Shimbun, o que provocou a indignação do público e forçou a Tsuburaya Productions a mudar o nome para “Kyuketsu Seijin” (Vampire Alien). Apesar disso, a Tsuburaya Productions continuou a receber uma opinião pública negativa e, como resultado, a Tsuburaya retirou a personagem alienígena e o episódio das publicações oficiais, das emissões e dos lançamentos em home vídeo. No entanto, o episódio foi exibido normalmente nos Estados Unidos e no Brasil.

## Canção Tema
- ウルトラセブンの歌 (Urutora Sebun no Uta) - "A Canção Do Ultra Seven"
- Letra: Kyōichi Azuma
- Composição e arranhos: Tōru Fuyuki
- Artista: Misuzu Children's Choral Group

## Ultraseven no Brasil
Entre os anos de 1969 e 1970, o estúdio de dublagem Cinecastro produziu uma dublagem em português brasileiro de UltraSeven, e com isso a série estreou no dia 28 de agosto de 1971 na Rede Bandeirantes, tendo sua distribuição a cargo da distribuidora argentina "TeleShow", sendo exibida todos os sábados às 20h00 da noite.
Em 1972, UltraSeven começou a ser exibido na TV Tupi, e foi exibido em diversas praças já que não havia a obrigação das afiliadas da rede exibirem os mesmos filmes da cabeça de rede no início dos anos 70. Em meados da década de 70, começou a ser parte das atrações do Clube do Capitão Aza.
Este e outros seriados e desenhos que eram exibidos na Tupi pertenciam ao acervo da distribuidora Teleshow, e esta por volta de 1978 entrou com ação judicial cobrando os valores referentes as exibições de suas atrações que em sua maioria estavam alugados a Rede Tupi e suas afiliadas.
Quando a Tupi faliu em Julho de 1980, muitas séries e desenhos como Ultraseven foram parar na Record/TVS rede que se formara com as antigas afiliadas da Rede Tupi e que não tiveram o seu canal cassado pelo decreto governamental que extinguiu a rede.
Por essa época era exibida na grade de programação com Spectreman (exibido em parceria com a TVS Canal 11 - Rio de Janeiro, Robô Gigante e o Os Vingadores do Espaço da Record/TVS. Depois que Silvio Santos ganhou o Canal 4 em São Paulo (antiga Tv Tupi -SP) e criou a partir deste, o SBT, Ultraseven ficou sendo uma das atrações da Record (Canal 7).
Sua última exibição no Brasil data-se de Maio de 1986, quando era exibida às 8h da manhã na mesma Rede Record e nunca mais voltou ao ar. Em 2010, foi exibida pela Rede Brasil de Televisão até 2020.

### Títulos Brasileiros
Títulos adaptados pela dublagem da Cinecastro na exibição da série no Brasil:
1. Os Invasores
2. O Aerolito
3. O Desafiador Invisível
4. O Olho Roubado
5. As Horas Perdidas
6. Região Perigosa
7. Prisioneiro Espacial
8. Cidade Amaldiçoada
9. Operação Zero
10. Estranho Vizinho
11. O Gigante do Deserto
12. Presente Nocivo
13. O Homem da V3
14. O Robô Gigante - 1.ª Parte
15. O Robô Gigante - 2.ª Parte
16. Olhos Onipotentes
17. O Homem da Mina
18. Fuga Espacial
19. desconhecido no momento
20. desconhecido no momento
21. O Terror dos Mares
22. Annie em Perigo
23. A Bola de Cristal
24. O Mistério no Ártico
25. A Grande Geada
26. Biologia Espacial
27. Operação Sabotagem
28. Corrida Fatal
29. desconhecido no momento
30. Perigo no Deserto
31. O Enigma
32. A Ilha Espacial
33. Invasores Invisíveis
34. desconhecido no momento
35. A Base Lunar
36. O Segundo Eterno
37. desconhecido no momento
38. Luta com Bravura
39. O Pior dos Inimigos - 1.ª Parte
40. O Pior dos Inimigos - 2.ª Parte
41. O Desafio das Águas
42. O Mensageiro
43. Viagem Espacial
44. desconhecido no momento
45. O Astrônomo
46. O Duelo
47. desconhecido no momento
48. A Grande Invasão - 1.ª Parte
49. A Grande Invasão - 2.ª Parte

## Sequências diretas e mídias relacionadas

### Heisei UltraSeven
Esta série apresenta um enredo distinto da série anterior, Ultraseven, e da série subsequente O Regresso de Ultraman, imaginando como seria o mundo de “Ultraseven” se a sua narrativa tivesse continuado sem interrupções.
A partir dos especiais televisivos de 1994, tornou-se uma série completa de 16 episódios, incluindo vídeos originais. Furuhashi, que era um membro da equipe, envelheceu e assumiu o papel de capitão e estrategista, e o elenco dessa época apareceu nos seus papéis originais. Os eventos ocorridos na série televisiva de 1967 servem de chave para o desenrolar da narrativa, questionando o significado tanto dos Ultraseven como dos terráqueos. É apresentada uma história de grande impacto que faz avançar os elementos originais de ficção científica.
A série é composta por quatro partes que foram lançadas de 1994 a 2002, a primeira das quais foi ao ar na Nippon Television, enquanto as restantes foram lançadas diretamente em DVD.

### UltraSeven X
De 2008, uma série de 12 episódios que ocorre em um mundo onde todas as formas de guerra e terrorismo tinham terminado há muito, dando origem a um futuro distópico. Um homem amnésico chamado Jin desperta e é incumbido de missões dadas pela organização "DEUS" para lutar contra alienígenas que se infiltraram na sociedade humana, juntando forças com os agentes K e S. Durante esse momento, Elea Saeki dá-lhe um par de óculos para se transformar no gigante vermelho. Enquanto luta para preservar a segurança da cidade, Jin aproxima-se da descoberta das suas memórias.

### Ultraseven IF Story “The Future 55 Years Ago”
Esta obra é uma curta-metragem especialmente produzida para celebrar o 55.º aniversário da série original Ultraseven. Baseia-se num cenário da série televisiva de 1967 que “pode ter existido”, apresentando uma “História IF” e retratando o desenvolvimento dos acontecimentos.

## Ultraseven em Video
Em 2016 a série "Ultraseven" foi lançado em DVD no Brasil, lançado pela Cult Classic em 5 discos com o áudio original em japonês e legendados em português e inglês, sem a dublagem clássica que se perdeu.
Esta série já tinha saído em DVD, mas de forma independente da Distribuidora Líder Video com 12 episódios, tirados do DVD japonês e inseridos com a dublagem original, material de alguns colecionadores que tinham gravado na época de sua exibição na TV.
No Japão, a Bandai Visual lançou a série em Blu-ray no Japão como dois conjuntos separados com o primeiro lançado em 21 de novembro de 2014 e o segundo em 28 de janeiro de 2015. Em setembro de 2020, a NHK transmitiu remasterizações 4K da série, convertidas a partir de filme de 16 mm com HDR. Em abril de 2023, Tsuburaya anunciou que a Pony Canyon iria lançar as remasterizações 4K em um box de 11 discos (contendo Blu-ray 4K com HDR e Blu-ray normal) a 7 de julho de 2023 para comemorar o 55.º aniversário de Ultraseven.

## Dublagem brasileira
Cinecastro, Rio de Janeiro e São Paulo, em 1969.
Elenco:
- Dan: Celso Vasconcelos;
- Furuashi: Ary de Toledo;
- Soga: Carlos Marques;
- Amagi: Mauricio Barroso;
- Annie: Mara Di Carlo ;
- Capitão Kiriyama: Magno Marino/Gualter de França/Magno Marino;
- Kurata: Francisco Milani;
- Narração: Emerson Camargo;